# Miejscowości Samoa Amerykańskiego
Według danych oficjalnych pochodzących z 2010 roku Samoa Amerykańskie (nieinkorporowane terytorium Stanów Zjednoczonych) posiadało ponad 10 miejscowości o ludności przekraczającej 1 tys. mieszkańców. Stolica kraju Pago Pago znajduje się na 3 miejscu spośród największych miejscowości. Tafuna jako jedyna miejscowość liczyła ponad 5 tys. mieszkańców; 13 miejscowości z ludnością 1÷5 tys. oraz reszta miejscowości poniżej 1 tys. mieszkańców.

## Największe miejscowości w Samoa Amerykańskim
Największe miejscowości w Samoa Amerykańskim według liczebności mieszkańców (stan na 01.04.2010):
| L.p. | Miasto    | Dystrykt | Liczba ludności |
| ---- | --------- | -------- | --------------- |
| 1.   | Tafuna    | Zachodni | 7 945           |
| 2.   | Nuʻuuli   | Wschodni | 3 955           |
| 3.   | Pago Pago | Wschodni | 3 656           |
| 4.   | ʻIliʻili  | Zachodni | 3 195           |
| 5.   | Pavaʻiaʻi | Zachodni | 2 450           |

## Alfabetyczna lista miejscowości w Samoa Amerykańskim
Spis miejscowości Samoa Amerykańskiego powyżej 1 tys. mieszkańców według danych szacunkowych z 2010 roku:
- Aūa
- Fagaʻalu
- Fagatogo
- Faleniu
- ʻIliʻili
- Leone
- Malaeimi
- Mapusagafou
- Nuʻuuli
- Pago Pago
- Pavaʻiaʻi
- Tafuna
- Vailoatai
- Vaitogi